# Łotta
Łotta (ros. Лотта; fiń. Luttojoki) – rzeka w Finlandii i Rosji. Ma 235 km długości, a jej dorzecze zajmuje powierzchnię 7980 km². Źródła znajdują się na północ od masywu Saariselkä w północno-zachodniej Finlandii. Rzeka uchodzi do zachodniej części Zbiornika Górnotułomskiego w obwodzie murmańskim. Głównym jej dopływem jest Suomu.